# Насадження на садибі сільськогосподарського інституту
Насадження на садибі сільськогосподарського інституту — ботанічна пам'ятка природи на території Сільськогосподарського інституту в м. Кам'янець-Подільський на Хмельниччині. Була оголошена рішенням Хмельницького облвиконкому № 358-р від 22.10.1969 року.

## Опис
Насадження налічує до 50 різних екзотичних дерев.
Площа — 38,3 га.

## Скасування
Станом на 01.01.2016 року об'єкт не міститься в офіційних переліках територій та об'єктів природно-заповідного фонду, оприлюднених на Єдиному державному вебпорталі відкритих даних http://data.gov.ua/ [Архівовано 4 травня 2016 у Wayback Machine.]. Проте ні в Міністерстві екології та природних ресурсів України, ні у Департаменті екології та природних ресурсів Хмельницької обласної державної адміністрації відсутня інформація про те, коли і яким саме рішенням було скасовано даний об'єкт природно-заповідного фонду..